# Liste der Reichskommissare zur Führung der Geschäfte der preußischen Landesregierung 1932 und 1933
Die Liste der Reichskommissare zur Führung der Geschäfte der preußischen Landesregierung 1932 und 1933 bietet einen Überblick über die Kommissare, die im Rahmen des Preußenschlages von den Reichsregierungen Papen, Schleicher und Hitler beauftragt waren, in den Jahren 1932 und 1933 die Regierung und die Ministerien des Landes Preußen als Bundesstaat des Deutschen Reiches zu führen, und zwar auf Grundlage einer von Franz von Papen vorangetriebenen Ermächtigung, die Reichspräsident Paul von Hindenburg durch Notverordnung vom 20. Juli 1932 erteilt hatte und vom Staatsgerichtshof im Fall Preußen contra Reich am 25. Oktober des Jahres offiziell nur in Teilen, faktisch jedoch aufgrund ausbleibender Aufforderungen zur Wiedereinsetzung der preußischen Regierung völlig bestätigt wurde.
Siehe auch: Reichskommissariat Papen I, Reichskommissariat Papen II, Reichskommissariat Schleicher und Reichskommissariat Papen III

## Vorbemerkungen
Die Kommissare bekleideten in der Phase zwischen der zwangsweisen Amtsenthebung der preußischen Landesregierung unter dem Sozialdemokraten Otto Braun durch die Reichsregierung unter Franz von Papen am 20. Juli 1932 (so genannter Preußenschlag) bis zur Wiedereinsetzung einer (theoretisch) eigenständigen preußischen Landesregierung unter dem an diesem Tag als neuen Ministerpräsidenten in Preußen bestallten NSDAP-Politiker Hermann Göring am 11. April 1933 beziehungsweise Görings Amtsantritt am 21. April 1933 de facto die Stellung der Landesminister.
Technisch gesehen war der Begriff des Kommissars binär angelegt: Es gab genau einen vom Reichspräsidenten eingesetzten Reichskommissar (nämlich den Reichskommissar für das Land Preußen, der das Land bzw. die Landesregierung als Gesamtkörperschaften anstelle des abgesetzten Ministerpräsidenten bis auf weiteres regieren sollte) sowie bis zu sieben von diesem Reichskommissar eingesetzte Unter-Kommissare ohne den Zusatz „Reichs-“. Bei diesen einfachen Kommissaren handelte es sich, vom formal-juristischen Standpunkt aus betrachtet, um keine eigenen Reichskommissare, sondern um von dem Reichskommissar als seine Stellvertreter mit der Leitung der jeweiligen preußischen Fachministerien beauftragte Persönlichkeiten. So firmierte der mit der Leitung des Preußischen Ministeriums für Landwirtschaft, Domänen und Forsten beauftragte Vertrauensmann des Reichskommissars als „Vertreter des Reichskommissars für das Land Preußen für den Geschäftsbereich des Ministeriums für Landwirtschaft, Domänen und Forsten“ oder „Kommissar des Reichs für das Preußische Ministerium für Landwirtschaft, Domänen und Forsten“.

## Übersicht der Reichskommissare
Entgegen der Wikipedia-Konvention werden Namenszusätze wie akademische Grade und Stellungsbezeichnungen hier mit angegeben, da es sich hier um die offiziellen Titulierungen handelt, unter denen diese Persönlichkeiten als Kommissare firmierten, so z. B. in ihren Ernennungs- und Entlassungsurkunden.
Reichskommissar für das Land Preußen (Vorsitzender des Preußischen Staatsministeriums):
- 20. Juli 1932 bis 3. Dezember 1932: Reichskanzler Franz von Papen (parteilos, zuvor Zentrum)
- 3. Dezember 1932 bis 30. Januar 1933: Reichskanzler Kurt von Schleicher (parteilos)
- 30. Januar 1933 bis 11. April 1933: Vizekanzler Franz von Papen (parteilos)

Preußisches Finanzministerium:

Kommissar des Reichs für das Preußische Finanzministerium
- 20. Juli 1932 bis 30. Oktober 1932: Staatssekretär Frank Schleusener (parteilos)
- 30. Oktober 1932 bis 21. April 1933: Professor Dr. Johannes Popitz (parteilos, später NSDAP)

Preußisches Ministerium für Handel und Gewerbe/Preußisches Ministerium für Wirtschaft und Arbeit (ab 1. Dezember 1932):

Kommissar des Reichs für das Preußische Ministerium für Handel und Gewerbe
- 20./22. Juli 1932 bis 3. Februar 1933: Reichskommissar für das Bankwesen, Ministerialdirektor a. D. Friedrich Ernst (parteilos)
- 3. Februar 1933 bis 29. Juni 1933: Reichswirtschaftsminister Alfred Hugenberg (DNVP)

Preußisches Ministerium des Innern:

Kommissar des Reichs für das Preußische Ministerium des Innern
- 20. Juli 1932 bis 30. Januar 1933: Oberbürgermeister bzw. (ab 29. Oktober 1932) Reichsminister ohne Geschäftsbereich bzw. Reichsminister des Innern (ab 3. Dezember 1932) Dr. e. h. Franz Bracht (parteilos)
- 30. Januar 1933 bis 21. April 1933: Reichsminister ohne Geschäftsbereich Hermann Göring (NSDAP)

Preußisches Justizministerium:

Kommissar des Reichs für das Preußische Justizministerium
- 20. Juli 1932 bis 23. März 1933: Staatssekretär Heinrich Hölscher (Zentrum, später parteilos)
- 23. März 1933 bis 21. April 1933: Landtagspräsident, Justizoberrentmeister Hanns Kerrl (NSDAP)

Preußisches Ministerium für Landwirtschaft, Domänen und Forsten:

Kommissar des Reichs für das Preußische Ministerium für Landwirtschaft, Domänen und Forsten
- 20. Juli 1932 bis 30. Oktober 1932: Staatssekretär (im Reichsministerium für Ernährung und Landwirtschaft) Fritz Mussehl (parteilos)
- 30. Oktober 1932 bis 30. Januar 1933: Reichsminister (für Ernährung und Landwirtschaft) Magnus Freiherr von Braun (DNVP)
- 3. Februar 1933 bis 29. Juni 1933: Reichsminister (für Ernährung und Landwirtschaft) Alfred Hugenberg (DNVP)

Preußisches Ministerium für Volkswohlfahrt (zum 1. Dezember 1932 aufgehoben):

Kommissar des Reichs für das Preußische Ministerium für Volkswohlfahrt
- 20./22. Juli 1933 bis 30. November 1932: Staatssekretär Adolf Scheidt (parteilos)

Preußisches Ministerium für Wissenschaft, Kunst und Volksbildung:

Kommissar des Reichs für das Preußische Ministerium für Wissenschaft, Kunst und Volksbildung
- 20. Juli bis 30. Oktober 1932: Staatssekretär Aloys Lammers (Zentrum, später CDU)
- 30. Oktober 1932 bis 3. Februar 1933: Universitätsprofessor Dr. Wilhelm Kähler (DNVP)
- 3. Februar 1933 bis 21. April 1933: Gauleiter Studienrat a. D. Bernhard Rust (NSDAP)